# Larikspedaalmot
De larikspedaalmot (Argyresthia laevigatella) is een vlinder uit de familie van de pedaalmotten (Argyresthiidae). De wetenschappelijke naam van de soort is in 1855 voor het eerst geldig gepubliceerd door Gottlieb August Wilhelm Herrich-Schäffer. 
De gemiddelde spanwijdte van de larikspedaalmot ligt tussen de  negen en dertien millimeter.
De soort wordt aangetroffen op veel plekken in Europa.
De vlinder vliegt van mei tot en met juli, afhankelijk van de locatie.

## Synoniemen
- Argyresthia atmoriella Bankes, 1896

Argyresthia laevigatella werd door Herrich-Schäffer beschreven aan de hand van materiaal dat hij van Gustav Heinrich Heydenreich had ontvangen uit de Rätische Alpen (Centraal-Europa). Soms wordt Heydenreich als auteur van de naam genoemd. Die had de naam, als Elachista laevigatella, in 1851 al gepubliceerd. Dat betreft echter een naam zonder verdere beschrijving, afbeelding of indicatie van een type, een nomen nudum, en dus niet geldig gepubliceerd. Herrich-Schäffer nam wél de naam over, maar plaatste de soort in een ander geslacht.
In 1896 beschreef en benoemde Eustace Bankes Argyresthia atmoriella uit het zuiden van Engeland. Zowel A. laevigatella als A. atmoriella worden op lariks gevonden. Gezien de sterke gelijkenis tussen soorten uit dit geslacht, en het feit dat beide soorten dezelfde voedselplant hebben, werd de vraag gesteld of dit wel verschillende soorten waren. In 1961 vatte D.C. Eidt in een artikel in The Canadian Entomologist samen dat Beirne in 1942 deze twee namen als synoniemen voor dezelfde soort beschouwde maar dat Kratochvíl er in 1943 van uitging dat er twee soorten waren: A. atmoriella in Engeland en Silezië, A. laevigatella in Centraal-Europa. De meeste auteurs beschouwen de namen sindsdien als synoniemen.